# Smicroplectrus incompletus
Smicroplectrus incompletus är en stekelart som beskrevs av Walley 1937. Smicroplectrus incompletus ingår i släktet Smicroplectrus och familjen brokparasitsteklar. Inga underarter finns listade i Catalogue of Life.